# Provisor
En provisor är i Finland den svenskspråkiga titeln för en person med femårig universitetsutbildning inom läkemedelsområdet. Provisor motsvaras av apotekare i Sverige.
Begreppet apotekare finns dock även i Finland och syftar på en provisor med tjänst som apotekschef.
I Sverige används titeln "provisor" inte längre, men historiskt har den förekommit parallellt med "apotekare". En person med provisorsexamen som tjänstgjorde på någon annans apotek kallades provisor. Officiellt var dock titeln förbehållen en föreståndare på någon annans apotek. Apotekets innehavare titulerades "apotekare". Efter att provisorsexamen avskaffades levde "provisor" kvar som en inofficiell benämning på en examinerad apotekare som tjänstgjorde på någon annans apotek.